# Токич, Марио
Ма́рио То́кич (хорв. Mario Tokić; род. 23 июля 1975[…], Дервента) — хорватский футболист, защитник, тренер. Ранее выступал за сборную Хорватии, участник чемпионата Европы 2004 года и чемпионата мира 2006 года.

## Карьера

### Клубная
Профессиональную карьеру начал в 1992 году в клубе «Риека», в составе которого выступал до 1998 года, проведя за это время 134 матча и забив 5 мячей в ворота соперников. В 1998 году перешёл в загребское «Динамо», за которое играл в течение трёх сезонов, проведя за это время 64 матча, забив 1 гол и став, вместе с командой, дважды чемпионом Хорватии, один раз вице-чемпион и один раз обладателем Кубка страны. В 2001 году переехал в Австрию, в клуб ГАК, в составе которого выступал до 2005 года, сыграл 133 матча, забил 4 мяча и стал, в составе команды, один раз чемпионом Австрии, дважды обладателем Кубка и один раз победителем Суперкубка страны. В 2005 году перешёл в венскую «Аустрию», в составе которой провёл 2 сезона, сыграл 29 матчей, в которых забил 2 мяча, во второй раз в карьере выиграл чемпионат и ещё дважды Кубок Австрии. В мае 2007 года перешёл в другой венский клуб «Рапид», в составе которого в третий раз стал чемпионом Австрии в 2008 году.

### В сборной
В составе главной национальной сборной Хорватии дебютировал 5 сентября 1998 года в отборочном матче к чемпионату Европы 2000 года против сборной Ирландии. Завершил выступления в сборной в 2006 году, проведя всего за это время 28 матчей. Считался «запасным сборной», выходящим на поле только лишь в тех случаях, когда кто-то из основных защитников получал травму. В составе сборной участвовал в чемпионате Европы 2004 года и чемпионате мира 2006 года, однако, ни одной игры в финальных турнирах не провёл.

## Достижения
«Динамо» (Загреб)
- Чемпион Хорватии (2): 1998/99, 1999/00
- Серебряный призёр чемпионата Хорватии: 2000/01
- Обладатель Кубка Хорватии: 2000/01

ГАК
- Чемпион Австрии: 2003/04
- Обладатель Кубка Австрии (2): 2001/02, 2003/04
- Обладатель Суперкубка Австрии: 2002

«Аустрия»
- Чемпион Австрии: 2005/06
- Обладатель Кубка Австрии (2): 2005/06, 2006/07

«Рапид»
- Чемпион Австрии: 2007/08